# منطقة تدمر
منطقة تدمر هي منطقة سورية إدارية تتبع محافظة حمص ومركزها مدينة تدمر، بلغ تعداد سكان المنطقة 76,942 نسمة حسب التعداد السكاني لعام 2004.

## نواحي منطقة تدمر
- ناحية مركز تدمر
- ناحية السخنة

## طالع أيضًا
- هجوم تدمر (2015)